# Morti il 13 agosto
| Questa pagina contiene informazioni ricavate automaticamente dalle voci biografiche con l'ausilio del template Bio e di un bot. L'aggiornamento è periodico e automatico e ricostruisce completamente la pagina. Se manca una persona in questa lista, sei pregato di non aggiungerla, ma accertati piuttosto che la sua voce biografica contenga il template Bio e che i dati anagrafici siano correttamente compilati. Se il template Bio manca, inseriscilo tu stesso o, in alternativa, metti l'avviso {{tmp\|Bio}} che ne segnala la mancanza. Se i dati riportati sono sbagliati, correggi direttamente la voce biografica; le modifiche saranno visibili in questa lista entro pochi giorni. Per chiarimenti vedi il progetto biografie. La lista contiene solo le 474 persone che sono citate nell'enciclopedia e per le quali è stato implementato correttamente il template Bio. Pagina aggiornata al 17 ago 2025. |

## V secolo(3)
- 408 - Cariobaude, generale romano
- 408 - Limenio, politico romano
- 408 - Macrobio Longiniano, prefetto romano

## VI secolo(1)
- 587 - Radegonda, santa franca (n. 518)

## VII secolo(3)
- 604 - Sui Wendi, imperatore cinese (n. 541)
- 612 - Fabia Eudocia, imperatrice bizantina (n. 580)
- 662 - Massimo il Confessore, monaco cristiano e teologo bizantino

## IX secolo(1)
- 900 - Sventibaldo di Lotaringia, re franco

## X secolo(2)
- 908 - Al-Muktafi, arabo
- 933 - Ibn Durayd, geografo, poeta e filologo arabo (n. 837)

## XI secolo(2)
- 1062 - Al-Mu'izz ibn Badis, sovrano arabo (n. 1008)
- 1090 - Costanza d'Inghilterra, duchessa francese

## XII secolo(1)
- 1134 - Piroska d'Ungheria, imperatrice bizantina (n. 1088)

## XIII secolo(1)
- 1297 - Gertrude di Altenberg, badessa tedesca (n. 1227)

## XIV secolo(5)
- 1311 - Pietro Gradenigo, doge
- 1347 - Giovanna III di Borgogna, nobile (n. 1308)
- 1379 - Giacomo Orsini, cardinale italiano
- 1380 - Vettor Pisani, ammiraglio italiano (n. 1324)
- 1382 - Eleonora d'Aragona, regina (n. 1358)

## XV secolo(10)
- 1403 - Smil Flaška di Pardubice, poeta e politico ceco (n. 1349)
- 1410 - Niccolò Colonna, italiano
- 1431 - Iolanda di Bar, nobile (n. 1364)
- 1438 - Johannes Nider, religioso tedesco (n. 1380)
- 1443 - Nicodemo della Scala, vescovo cattolico tedesco
- 1447 - Filippo Maria Visconti, duca (n. 1392)
- 1449 - Ludovico IV del Palatinato, nobile tedesco (n. 1424)
- 1460 - Oldrado II Lampugnani, condottiero italiano (n. 1380)
- 1469 - Bornio da Sala, giurista e scrittore italiano
- 1478 - Giulia Boiardo, nobile italiana

## XVI secolo(11)
- 1522 - Paolo Morando, pittore italiano (n. 1486)
- 1523 - Gerard David, pittore olandese
- 1524 - Giovanni Battista Pallavicini, cardinale e vescovo cattolico italiano (n. 1480)
- 1528 - Michelangelo Brandini, orafo italiano (n. 1459)
- 1536 - Gonzalo Guerrero, marinaio spagnolo (n. 1470)
- 1538 - Giovanni Filoteo Achillini, poeta, letterato e umanista italiano (n. 1466)
- 1579 - Patrick O'Hely, vescovo cattolico irlandese
- 1582 - Giovanni Battista Alamanni, vescovo cattolico italiano
- 1583 - Giovan Lorenzo Firello, pittore italiano
- 1589 - Martín Cortés Zúñiga, militare messicano (n. 1533)
- 1595 - Carlo Emanuele di Savoia-Nemours, nobile (n. 1567)

## XVII secolo(12)
- 1608 - Giambologna, scultore fiammingo (n. 1529)
- 1621 - Giovanni Berchmans, gesuita fiammingo (n. 1599)
- 1630 - Marcello Crescenzi, vescovo cattolico italiano
- 1630 - Alessandro Marzi Medici, arcivescovo cattolico italiano (n. 1557)
- 1658 - Gerolamo Felice Lodron, nobile italiano (n. 1580)
- 1661 - Giovan Francesco Loredan, scrittore italiano (n. 1607)
- 1667 - Margherita Elisabetta di Leiningen-Westerburg, nobile tedesca (n. 1604)
- 1667 - Jeremy Taylor, religioso inglese (n. 1613)
- 1680 - Antonio Pizzocaro, architetto e ingegnere italiano (n. 1605)
- 1689 - Massimiliano di Hohenzollern-Sigmaringen, principe (n. 1636)
- 1695 - Giuseppe Francesco Borri, alchimista, medico e avventuriero italiano (n. 1627)
- 1699 - Marco d'Aviano, francescano e presbitero italiano (n. 1631)

## XVIII secolo(14)
- 1718 - Alessandro Arrigoni, vescovo cattolico italiano (n. 1674)
- 1734 - Dionisio Dolfin, patriarca cattolico italiano (n. 1663)
- 1744 - John Cruger, politico danese (n. 1678)
- 1745 - Ernesto Federico II di Sassonia-Hildburghausen, duca tedesco (n. 1707)
- 1749 - Johann Elias Schlegel, scrittore e drammaturgo tedesco (n. 1719)
- 1755 - Madame de Parabère, nobildonna e marchesa francese (n. 1693)
- 1758 - Hekimoğlu Ali Pascià, politico e militare ottomano (n. 1689)
- 1775 - Michał Fryderyk Czartoryski, principe (n. 1696)
- 1782 - Henri Louis Duhamel du Monceau, botanico e agronomo francese (n. 1700)
- 1783 - Vieira Lusitano, pittore, illustratore e incisore portoghese (n. 1699)
- 1783 - Tichon di Zadonsk, monaco cristiano e vescovo ortodosso russo (n. 1724)
- 1787 - Antoine-René de Voyer de Paulmy d'Argenson, politico e nobile francese (n. 1722)
- 1788 - Esma Sultan, principessa ottomana (n. 1726)
- 1795 - Ahilyabai Holkar, sovrana indiana (n. 1725)

## XIX secolo(44)
- 1801 - George Gordon, III conte di Aberdeen, nobile scozzese (n. 1722)
- 1802 - Peter Vitus von Quosdanovich, feldmaresciallo austriaco (n. 1738)
- 1803 - Giacinto Diano, pittore italiano (n. 1731)
- 1806 - Pierre Jean Baptiste Choudard Desforges, attore teatrale, commediografo e librettista francese (n. 1746)
- 1807 - Leonardo Correr, ammiraglio italiano (n. 1764)
- 1810 - Jacques François Menou, generale francese (n. 1750)
- 1811 - Giuseppe Ceccarini, pittore italiano (n. 1742)
- 1818 - Agostino Accorimboni, compositore italiano (n. 1739)
- 1822 - Jean-Robert Argand, matematico svizzero (n. 1768)
- 1824 - Pietro Vischi, italiano (n. 1767)
- 1826 - René Laennec, medico francese (n. 1781)
- 1827 - Jacques-André Jacquelin, drammaturgo, paroliere e poeta francese (n. 1776)
- 1833 - Luigi Cagnola, architetto italiano (n. 1762)
- 1838 - Pietro Scotti, pittore italiano (n. 1768)
- 1841 - Bernhard Romberg, violoncellista e compositore tedesco (n. 1767)
- 1850 - Giovanni Carrara, archeologo italiano (n. 1806)
- 1850 - Martin Archer Shee, pittore e scrittore irlandese (n. 1769)
- 1855 - Jean-François-Marie Cart, vescovo cattolico francese (n. 1799)
- 1857 - Thomas Henry Duthie, imprenditore sudafricano (n. 1806)
- 1860 - Danilo I del Montenegro, principe montenegrino (n. 1826)
- 1862 - Benildo Romançon, religioso francese (n. 1805)
- 1863 - Eugène Delacroix, artista e pittore francese (n. 1798)
- 1865 - Francesco di Paola di Borbone-Spagna, principe spagnolo (n. 1794)
- 1865 - Ignác Semmelweis, medico ungherese (n. 1818)
- 1866 - Gerolamo Pallotta, politico italiano (n. 1804)
- 1869 - Adolphe Niel, generale francese (n. 1802)
- 1869 - Giuseppe Persiani, compositore italiano (n. 1799)
- 1881 - Old Man Clanton, allevatore e pistolero statunitense (n. 1816)
- 1881 - Charles Noel, II conte di Gainsborough, nobile e politico inglese (n. 1818)
- 1881 - Giulia Rinieri de' Rocchi, nobildonna italiana (n. 1801)
- 1881 - Francesco Selmi, chimico italiano (n. 1817)
- 1882 - Ek'at'erine Ch'avch'avadze, nobile georgiana (n. 1816)
- 1882 - Ernst Friedrich Gurlt, veterinario e anatomista tedesco (n. 1794)
- 1882 - William Stanley Jevons, economista e logico britannico (n. 1835)
- 1883 - Julien Philippe de Gaulle, storico francese (n. 1801)
- 1884 - Arthur Wellesley, II duca di Wellington, nobile e militare inglese (n. 1807)
- 1885 - Carlo Maggiorani, medico e politico italiano (n. 1800)
- 1887 - Jules Pasdeloup, direttore d'orchestra francese (n. 1819)
- 1888 - Joseph Marzell Hoffmann, avvocato e politico svizzero (n. 1809)
- 1895 - Ludwig Abel, violinista, compositore e direttore d'orchestra tedesco (n. 1835)
- 1896 - John Everett Millais, pittore e illustratore inglese (n. 1829)
- 1896 - Philipp Ludwig von Seidel, matematico tedesco (n. 1821)
- 1899 - Karl Heinrich Weizsäcker, teologo e storico tedesco (n. 1822)
- 1900 - Vladimir Sergeevič Solov'ëv, filosofo, teologo e poeta russo (n. 1853)

## XX secolo(237)
- 1901 - Domenico Morelli, pittore e politico italiano (n. 1823)
- 1904 - Elizabeth Hay, duchessa di Wellington, nobildonna scozzese (n. 1820)
- 1905 - Arcangelo De Castris, politico italiano (n. 1835)
- 1906 - John Oliver Hobbes, scrittrice e drammaturga statunitense (n. 1867)
- 1906 - Stevan Sremac, scrittore serbo (n. 1855)
- 1907 - Augusto Lorenzini, funzionario e politico italiano (n. 1826)
- 1907 - Hermann Carl Vogel, astronomo tedesco (n. 1841)
- 1908 - Ira D. Sankey, compositore e cantante statunitense (n. 1840)
- 1909 - Otto Bollinger, patologo tedesco (n. 1843)
- 1909 - Paul Gerber, insegnante e fisico tedesco (n. 1854)
- 1910 - Florence Nightingale, infermiera britannica (n. 1820)
- 1910 - John Spencer, V conte Spencer, nobile e politico britannico (n. 1835)
- 1912 - Octavia Hill, filantropa e attivista britannica (n. 1838)
- 1912 - Jules Massenet, compositore, pianista e organista francese (n. 1842)
- 1913 - August Bebel, politico e scrittore tedesco (n. 1840)
- 1913 - Ildebrando de Hemptinne, abate belga (n. 1848)
- 1914 - Julius Raschdorff, architetto tedesco (n. 1823)
- 1915 - Giacomo Balestra, politico italiano (n. 1836)
- 1917 - Quinto Cenni, pittore e illustratore italiano (n. 1845)
- 1918 - Luther Gulick, insegnante e dirigente sportivo statunitense (n. 1865)
- 1918 - Mauro Jatta, batteriologo e chimico italiano (n. 1867)
- 1920 - Enrico Soulier, politico italiano (n. 1848)
- 1921 - Piero Lucca, ingegnere e politico italiano (n. 1850)
- 1922 - Alfred de Pischof, ingegnere e aviatore austriaco (n. 1882)
- 1922 - Tom Turpin, compositore e musicista statunitense (n. 1871)
- 1923 - Bernard Gravier, schermidore francese (n. 1881)
- 1924 - Julián Aguirre, compositore, pianista e critico musicale argentino (n. 1868)
- 1924 - Jan Rutgers, medico e sessuologo olandese (n. 1850)
- 1925 - André Caillet, calciatore francese (n. 1900)
- 1925 - Enrico Tivaroni, magistrato e politico italiano (n. 1841)
- 1927 - Hermann Abert, musicologo e critico musicale tedesco (n. 1871)
- 1927 - João Capistrano de Abreu, storico brasiliano (n. 1853)
- 1927 - James Oliver Curwood, scrittore statunitense (n. 1878)
- 1927 - Árpád Doppler, compositore ungherese (n. 1857)
- 1927 - Marianne Stokes, pittrice austriaca (n. 1855)
- 1928 - Fernand de La Tombelle, organista e compositore francese (n. 1854)
- 1928 - Virgilio Talli, attore teatrale e regista teatrale italiano (n. 1857)
- 1929 - Edwin Ray Lankester, biologo e zoologo britannico (n. 1847)
- 1929 - Eusebius Mandyczewski, compositore, musicologo e direttore d'orchestra rumeno (n. 1857)
- 1930 - Michele Ceriana Mayneri, politico e calciatore italiano (n. 1861)
- 1930 - Enrico Cocchia, latinista e filologo classico italiano (n. 1859)
- 1932 - Liang Zhenpu, insegnante cinese (n. 1863)
- 1933 - Amar Prakash, principe indiano (n. 1888)
- 1933 - Hasan Prishtina, politico albanese (n. 1873)
- 1934 - Giacomo Gambera, religioso e missionario italiano (n. 1856)
- 1934 - Ignacio Sánchez Mejías, torero spagnolo (n. 1891)
- 1934 - Gonzalo di Borbone-Spagna, spagnolo (n. 1914)
- 1936 - Saverio Luigi Bandrés Jiménez, religioso spagnolo (n. 1912)
- 1936 - Giuseppe Brengaret Pujol, religioso spagnolo (n. 1913)
- 1936 - Emanuele Buil Lalueza, religioso spagnolo (n. 1913)
- 1936 - Antonino Calvo y Calvo, religioso spagnolo (n. 1912)
- 1936 - Tommaso Capdevila Miró, religioso spagnolo (n. 1914)
- 1936 - Eusebio Maria Codina Millà, religioso spagnolo (n. 1914)
- 1936 - Giovanni Codinachs Tuneu, religioso spagnolo (n. 1914)
- 1936 - Antonio Dalmau Rosich, religioso spagnolo (n. 1912)
- 1936 - Alfredo De Luca, militare e aviatore italiano (n. 1909)
- 1936 - Frederick Samuel Fish, imprenditore, politico e avvocato statunitense (n. 1852)
- 1936 - Pietro García Bernal, religioso spagnolo (n. 1911)
- 1936 - Alfonso Miquel Garriga, religioso spagnolo (n. 1914)
- 1936 - Raimondo Novich Rabionet, religioso spagnolo (n. 1913)
- 1936 - Giuseppe Ormo Seró, religioso spagnolo (n. 1913)
- 1936 - Secondino Ortega García, presbitero spagnolo (n. 1912)
- 1936 - Salvatore Pigem Serra, religioso spagnolo (n. 1912)
- 1936 - Giovanni Sánchez Munárriz, religioso spagnolo (n. 1913)
- 1936 - Emanuele Torras Sais, religioso spagnolo (n. 1915)
- 1937 - Sigizmund Aleksandrovič Levanevskij, aviatore sovietico (n. 1902)
- 1937 - Ferdinando Pierazzi, politico italiano (n. 1898)
- 1937 - Aleksandr Konstantinovič Voronskij, critico letterario russo (n. 1884)
- 1938 - Grit Haid, attrice austriaca (n. 1900)
- 1940 - Emilio Teglio, matematico italiano (n. 1873)
- 1940 - Emma Louisa Turner, ornitologa britannica (n. 1867)
- 1940 - Brudenell White, generale australiano (n. 1876)
- 1941 - Stuart Blackton, regista, produttore cinematografico e attore britannico (n. 1875)
- 1942 - Silvio Angelucci, militare e aviatore italiano (n. 1909)
- 1942 - Giovanni Aperlo, medico italiano (n. 1883)
- 1942 - Jack Brennan, calciatore inglese (n. 1891)
- 1942 - Franz Hänsel, allenatore di calcio e calciatore austriaco (n. 1897)
- 1943 - Arthur Louis Aaron, militare e aviatore britannico (n. 1922)
- 1943 - Jakob Gapp, presbitero austriaco (n. 1897)
- 1943 - Antonio Marovelli, ginnasta italiano (n. 1896)
- 1943 - Raffaele Melis, presbitero italiano (n. 1886)
- 1943 - Salvatore Minocchi, presbitero, storico e biblista italiano (n. 1869)
- 1944 - Hans Hermann Junge, militare tedesco (n. 1914)
- 1944 - Ethel Lina White, scrittrice gallese (n. 1876)
- 1945 - Eric Phipps, diplomatico inglese (n. 1875)
- 1946 - Clemente Palma, scrittore, giornalista e politico peruviano (n. 1872)
- 1946 - H. G. Wells, scrittore britannico (n. 1866)
- 1946 - Valerij Viktorovič Želobinskij, compositore e pianista russo (n. 1913)
- 1947 - George Godfrey, pugile statunitense (n. 1897)
- 1947 - Francisco de Paula Vallet, gesuita spagnolo (n. 1883)
- 1948 - Elaine Hammerstein, attrice statunitense (n. 1897)
- 1948 - Giuseppe Rossi, sindacalista e politico italiano (n. 1904)
- 1951 - Andreas Sprecher von Bernegg, naturalista e botanico svizzero (n. 1871)
- 1951 - Emmet Fox, pastore protestante statunitense (n. 1886)
- 1951 - Salvatore Gatti, magistrato e politico italiano (n. 1879)
- 1951 - Giovanni Patroni, archeologo italiano (n. 1869)
- 1952 - Wilm Hosenfeld, militare tedesco (n. 1895)
- 1953 - Dmitrij Arakišvili, musicologo georgiano (n. 1873)
- 1953 - Géza Nagy, scacchista ungherese (n. 1892)
- 1953 - Khalil al-Sakakini, poeta, insegnante e giornalista palestinese (n. 1878)
- 1954 - Demetrius Constantine Dounis, violinista e docente statunitense (n. 1886)
- 1954 - Sandra Ravel, soubrette e attrice italiana (n. 1910)
- 1954 - Hermann Wolfgang von Waltershausen, compositore, direttore d'orchestra e musicologo tedesco (n. 1882)
- 1955 - Mario Acqua, medico e chirurgo italiano (n. 1899)
- 1955 - Florence Easton, soprano britannico (n. 1882)
- 1955 - Thomas Horder, I barone Horder, medico britannico (n. 1871)
- 1955 - Wilhelm Kreis, architetto tedesco (n. 1887)
- 1955 - Giuseppe Sirianni, ammiraglio e politico italiano (n. 1874)
- 1955 - Mario Vianello, arcivescovo cattolico italiano (n. 1887)
- 1956 - Mabel Grouitch, archeologa e filantropa statunitense (n. 1862)
- 1956 - Jakub Kolas, scrittore e poeta bielorusso (n. 1882)
- 1957 - Harry Revier, regista, sceneggiatore e produttore cinematografico statunitense (n. 1889)
- 1957 - Carl Størmer, matematico e astrofisico norvegese (n. 1874)
- 1958 - Valerio Abbondio, poeta e insegnante svizzero (n. 1891)
- 1958 - Albino González y Menéndez Reigada, vescovo cattolico spagnolo (n. 1881)
- 1958 - Otto Witte, circense e truffatore tedesco (n. 1872)
- 1959 - Edmondo Caccuri, magistrato e politico italiano (n. 1903)
- 1959 - Roberto De Vito, politico italiano (n. 1867)
- 1960 - Giustiniano Degli Azzi, storico, archivista e bibliotecario italiano (n. 1874)
- 1960 - George Fisher, attore statunitense (n. 1891)
- 1961 - Adeline De Walt Reynolds, attrice statunitense (n. 1862)
- 1961 - Mario Sironi, pittore italiano (n. 1885)
- 1961 - Márk Vedres, scultore ungherese (n. 1871)
- 1961 - Giovanni Dellepiane, arcivescovo cattolico italiano (n. 1889)
- 1962 - Mabel Dodge Luhan, mecenate e scrittrice statunitense (n. 1879)
- 1963 - Louis Bastien, pistard e schermidore francese (n. 1881)
- 1963 - Jean-Ghislain Delcuve, missionario e vescovo cattolico belga (n. 1895)
- 1965 - Hayato Ikeda, politico giapponese (n. 1899)
- 1965 - Silas Molema, politico, attivista e storico sudafricano
- 1966 - Alessandro Magnaguti, numismatico italiano (n. 1887)
- 1966 - Jan Tangen, calciatore norvegese (n. 1923)
- 1967 - Jane Darwell, attrice statunitense (n. 1879)
- 1967 - Trygve Pedersen, velista norvegese (n. 1884)
- 1968 - Riccardo Massucci, attore e regista italiano (n. 1879)
- 1968 - Øystein Ore, matematico norvegese (n. 1899)
- 1969 - Friedel Berges, nuotatore tedesco (n. 1903)
- 1969 - Nicolás Fasolino, cardinale e arcivescovo cattolico argentino (n. 1887)
- 1970 - Michael Michaelsen, pugile danese (n. 1899)
- 1971 - Walter Owen Bentley, ingegnere e imprenditore inglese (n. 1888)
- 1971 - King Curtis, sassofonista statunitense (n. 1934)
- 1971 - Jean Dabin, giurista belga (n. 1889)
- 1971 - Barry Domvile, ammiraglio britannico (n. 1878)
- 1971 - Oscar Verbeeck, calciatore belga (n. 1891)
- 1972 - Carl Malmsten, designer svedese (n. 1888)
- 1972 - Juan Touzón, avvocato spagnolo (n. 1898)
- 1972 - Patrick Waltz, attore statunitense (n. 1924)
- 1973 - Secondina Cesano, numismatica italiana (n. 1879)
- 1973 - Fritz Metzger, architetto svizzero (n. 1898)
- 1973 - Paul Scheuermeier, linguista e filologo svizzero (n. 1888)
- 1974 - Anselm Ahlfors, lottatore finlandese (n. 1897)
- 1974 - Tina Brooks, sassofonista e compositore statunitense (n. 1932)
- 1974 - Luigi Candoni, drammaturgo e scrittore italiano (n. 1921)
- 1974 - Ernst Forsthoff, giurista tedesco (n. 1902)
- 1974 - Kate O'Brien, scrittrice e drammaturga irlandese (n. 1897)
- 1975 - Oliver Emert, scenografo statunitense (n. 1902)
- 1975 - Ernst Gaber, canottiere tedesco (n. 1907)
- 1975 - Murilo Mendes, scrittore e poeta brasiliano (n. 1901)
- 1975 - Eva Speyer, attrice tedesca (n. 1882)
- 1975 - Alec Talbot, calciatore inglese (n. 1902)
- 1976 - Martial Gueroult, filosofo e storico della filosofia francese (n. 1891)
- 1976 - Kléber Haedens, scrittore, saggista e giornalista francese (n. 1913)
- 1976 - Viktor Turžanskij, regista ucraino (n. 1891)
- 1976 - Jakov Isaakovič Urinov, regista cinematografico e attore sovietico (n. 1898)
- 1977 - Karl Kreutzberg, pallamanista tedesco (n. 1912)
- 1977 - Henry Williamson, scrittore inglese (n. 1895)
- 1978 - Tavrion Batozskij, monaco cristiano, presbitero e religioso russo (n. 1898)
- 1978 - Stuart Robert Glass, avventuriero e velista canadese (n. 1951)
- 1978 - Ferenc Kiss, attore ungherese (n. 1892)
- 1978 - Lonnie Mayne, wrestler statunitense (n. 1944)
- 1979 - John Bunn, allenatore di pallacanestro e dirigente sportivo statunitense (n. 1898)
- 1979 - Takehiko Fukunaga, poeta, traduttore e romanziere giapponese (n. 1918)
- 1979 - Carlo Izzo, critico letterario, anglista e traduttore italiano (n. 1901)
- 1979 - Johanna Martzy, violinista ungherese (n. 1924)
- 1979 - Wilhelm Oxenius, militare tedesco (n. 1912)
- 1979 - Renato Raccis, calciatore italiano (n. 1922)
- 1980 - Leonas Juozapaitis, calciatore lituano (n. 1901)
- 1980 - Vito Lipari, politico italiano (n. 1938)
- 1980 - Pietro Piovani, filosofo italiano (n. 1922)
- 1980 - Eqrem Çabej, linguista albanese (n. 1908)
- 1981 - Lamberto Ciavatta, pittore e scultore italiano (n. 1908)
- 1981 - José Minella, calciatore e allenatore di calcio argentino (n. 1909)
- 1982 - André-Jean Festugière, religioso, filologo classico e storico delle religioni francese (n. 1898)
- 1982 - Heini Meng, hockeista su ghiaccio svizzero (n. 1902)
- 1982 - Joe Tex, cantante e rapper statunitense (n. 1935)
- 1982 - Charles Walters, regista, ballerino e coreografo statunitense (n. 1911)
- 1982 - Hans Wüthrich, calciatore e arbitro di calcio svizzero (n. 1889)
- 1984 - Alberto Lupo, attore e conduttore televisivo italiano (n. 1924)
- 1984 - Tigran Petrosjan, scacchista sovietico (n. 1929)
- 1985 - Shiva Naipaul, scrittore trinidadiano (n. 1945)
- 1985 - Marion Martin, attrice statunitense (n. 1909)
- 1986 - Way Bandy, truccatore statunitense (n. 1941)
- 1986 - Helen Mack, attrice statunitense (n. 1913)
- 1986 - Libero Marchina, calciatore italiano (n. 1907)
- 1987 - Giancarlo Cocchia, pittore italiano (n. 1924)
- 1987 - Guðmundur Ingólfsson, nuotatore islandese (n. 1929)
- 1987 - Nico Pepe, attore e regista teatrale italiano (n. 1907)
- 1988 - Tenor Saw, cantautore giamaicano (n. 1966)
- 1988 - Martin Hellinger, militare e dentista tedesco (n. 1904)
- 1988 - Jakov Kucenko, sollevatore sovietico (n. 1915)
- 1988 - Otto Passman, politico statunitense (n. 1900)
- 1988 - William Henry Phelps Jr., ornitologo venezuelano (n. 1902)
- 1989 - Francesco Boneschi, pubblicista, scrittore e poeta italiano (n. 1923)
- 1989 - Otello Nannuzzi, politico italiano (n. 1912)
- 1989 - Tim Richmond, pilota automobilistico statunitense (n. 1955)
- 1990 - Dallas Bixler, ginnasta statunitense (n. 1910)
- 1990 - Silvio Formentin, calciatore italiano (n. 1922)
- 1991 - James Roosevelt, politico e generale statunitense (n. 1907)
- 1991 - Richard A. Snelling, politico statunitense (n. 1927)
- 1991 - Kazuo Yamada, compositore e direttore d'orchestra giapponese (n. 1912)
- 1992 - Yvon Briant, politico francese (n. 1954)
- 1992 - John Cage, compositore e teorico musicale statunitense (n. 1912)
- 1992 - Eduardo Calvo, attore e doppiatore spagnolo (n. 1918)
- 1992 - Germano Serafin, chitarrista e violinista italiano (n. 1956)
- 1993 - Fred Grafft, cestista statunitense (n. 1912)
- 1993 - Rodolfo Tommasi, calciatore italiano (n. 1907)
- 1994 - Valentin Kuzin, hockeista su ghiaccio sovietico (n. 1926)
- 1994 - Pál Ruzicska, filologo, traduttore e storico della letteratura ungherese (n. 1910)
- 1994 - Manfred Wörner, politico e diplomatico tedesco (n. 1934)
- 1995 - Ljubiša Broćić, allenatore di calcio jugoslavo (n. 1911)
- 1995 - Alison Hargreaves, alpinista britannica (n. 1962)
- 1995 - Jan Křesadlo, artista ceco (n. 1926)
- 1995 - Mickey Mantle, giocatore di baseball statunitense (n. 1931)
- 1995 - Rob Slater, alpinista e arrampicatore statunitense (n. 1960)
- 1996 - Willi Heeks, pilota automobilistico tedesco (n. 1922)
- 1996 - David Tudor, pianista e compositore statunitense (n. 1926)
- 1996 - António de Spínola, generale e politico portoghese (n. 1910)
- 1997 - Vladimir Gribov, fisico sovietico (n. 1930)
- 1997 - Harlow Rothert, pesista, discobolo e multiplista statunitense (n. 1908)
- 1997 - Ali Yata, attivista e politico marocchino (n. 1920)
- 1998 - Nino Ferrer, cantautore, antropologo e etnologo italiano (n. 1934)
- 1998 - Julien Green, scrittore e drammaturgo statunitense (n. 1900)
- 1998 - Karl Schmid, artista svizzero (n. 1914)
- 1999 - Argentina Díaz Lozano, scrittrice e poetessa honduregna (n. 1909)
- 1999 - Nathaniel Kleitman, fisiologo e psicologo statunitense (n. 1895)
- 1999 - Jean-Claude Lefèbvre, cestista francese (n. 1937)
- 1999 - Sulo Nurmela, fondista finlandese (n. 1908)
- 2000 - Nazia Hassan, cantante pakistana (n. 1965)

## XXI secolo(127)
- 2001 - Cesare Biglia, politico e avvocato italiano (n. 1928)
- 2001 - Raffaele Minicucci, dirigente d'azienda italiano (n. 1936)
- 2002 - Albert van de Weghe, nuotatore statunitense (n. 1916)
- 2003 - Lothar Emmerich, calciatore e allenatore di calcio tedesco (n. 1941)
- 2003 - Beniamino Finocchiaro, politico italiano (n. 1923)
- 2003 - Fernando Jannilli, pugile italiano (n. 1920)
- 2003 - Gianpiero Zubani, pilota motociclistico italiano (n. 1935)
- 2004 - Gerrit Bijlsma, pallanuotista olandese (n. 1929)
- 2004 - Julia Child, cuoca, scrittrice e personaggio televisivo statunitense (n. 1912)
- 2004 - Giovanna Fontana, stilista e imprenditrice italiana (n. 1915)
- 2004 - Bent Krog, calciatore danese (n. 1935)
- 2004 - Donald Meltzer, psichiatra e psicoanalista statunitense (n. 1922)
- 2004 - George Yardley, cestista statunitense (n. 1928)
- 2005 - Domenico Grosso, ginnasta italiano (n. 1922)
- 2005 - David Lange, politico neozelandese (n. 1942)
- 2005 - Ornella Sobrero, critica letteraria italiana (n. 1926)
- 2005 - Giorgio Zennaro, scultore, pittore e designer italiano (n. 1926)
- 2006 - Agostino Barbieri, pittore, scultore e scrittore italiano (n. 1915)
- 2006 - Tony Jay, attore e doppiatore britannico (n. 1933)
- 2006 - Jon Nödtveidt, cantautore e chitarrista svedese (n. 1975)
- 2006 - Payao Poontarat, pugile thailandese (n. 1956)
- 2007 - Brian Adams, wrestler statunitense (n. 1964)
- 2007 - Silvano Furli, sciatore alpino italiano (n. 1959)
- 2007 - Hans Ferdinand Linskens, botanico e genetista tedesco (n. 1921)
- 2007 - Yone Minagawa, supercentenaria giapponese (n. 1893)
- 2007 - Phil Rizzuto, giocatore di baseball statunitense (n. 1917)
- 2008 - Sandy Allen, statunitense (n. 1955)
- 2008 - Henri Cartan, matematico francese (n. 1904)
- 2008 - Gaston Dron, pistard francese (n. 1924)
- 2008 - Missy, attrice pornografica e regista statunitense (n. 1967)
- 2008 - Dino Toso, ingegnere italiano (n. 1969)
- 2008 - Oronzo Valentini, giornalista italiano (n. 1922)
- 2008 - Livia Venturini, attrice italiana (n. 1926)
- 2009 - Ramón Cobo, calciatore e allenatore di calcio spagnolo (n. 1928)
- 2009 - John Linley Frazier, assassino statunitense (n. 1946)
- 2009 - Loris Mora, allenatore di calcio e calciatore italiano (n. 1932)
- 2009 - Andries Nieman, pugile sudafricano (n. 1927)
- 2009 - Al Purvis, hockeista su ghiaccio canadese (n. 1929)
- 2010 - Colin Austin, filologo classico, grecista e papirologo britannico (n. 1941)
- 2010 - Lance Cade, wrestler statunitense (n. 1981)
- 2011 - Chris Lawrence, pilota automobilistico britannico (n. 1933)
- 2011 - Ellen Winther, cantante danese (n. 1933)
- 2011 - Riccardo Picchio, slavista italiano (n. 1923)
- 2012 - Roger Duquesnoy, cestista francese (n. 1948)
- 2012 - Helen Gurley Brown, giornalista, editrice e scrittrice statunitense (n. 1922)
- 2012 - Johnny Pesky, giocatore di baseball statunitense (n. 1919)
- 2012 - Joan Roberts, attrice statunitense (n. 1918)
- 2013 - Anatolij Albul, lottatore sovietico (n. 1936)
- 2013 - Lothar Bisky, politico tedesco (n. 1941)
- 2013 - Tompall Glaser, cantante statunitense (n. 1933)
- 2013 - Alfonso Lara, calciatore cileno (n. 1946)
- 2013 - Paolo Marconi, architetto, storico dell'arte e restauratore italiano (n. 1933)
- 2013 - Walter Santagata, economista italiano (n. 1945)
- 2013 - Jean Vincent, allenatore di calcio e calciatore francese (n. 1930)
- 2014 - Frans Brüggen, flautista e direttore d'orchestra olandese (n. 1934)
- 2014 - Simone Camilli, giornalista e fotoreporter italiano (n. 1979)
- 2014 - Columba Domínguez, attrice messicana (n. 1929)
- 2014 - Martino Finotto, pilota automobilistico italiano (n. 1933)
- 2014 - Eino Mäkinen, sollevatore finlandese (n. 1926)
- 2014 - Kurt Tschenscher, arbitro di calcio tedesco (n. 1928)
- 2015 - Filippo Caria, politico e antifascista italiano (n. 1925)
- 2015 - Franco Andrea Dal Pino, storico italiano (n. 1920)
- 2015 - Luigi De Robertis, calciatore italiano (n. 1936)
- 2015 - Flavio Emer, scrittore e giornalista italiano (n. 1969)
- 2015 - Günther Glomb, allenatore di calcio e calciatore tedesco (n. 1930)
- 2015 - Pierre Jansen, compositore francese (n. 1930)
- 2015 - Juan Manuel Zamora, calciatore spagnolo (n. 1942)
- 2015 - Watban Ibrahim al-Tikriti, politico e funzionario iracheno (n. 1952)
- 2016 - Kenny Baker, attore britannico (n. 1934)
- 2016 - Ettore Bernabei, giornalista, dirigente d'azienda e produttore televisivo italiano (n. 1921)
- 2016 - Allen Kelley, cestista statunitense (n. 1932)
- 2016 - Françoise Mallet-Joris, scrittrice belga (n. 1930)
- 2016 - Emidio Massi, politico e sindacalista italiano (n. 1922)
- 2016 - Liam Tuohy, allenatore di calcio e calciatore irlandese (n. 1933)
- 2017 - Luciano Berruti, ciclista italiano (n. 1943)
- 2017 - Joseph Bologna, attore, sceneggiatore e regista statunitense (n. 1934)
- 2017 - Savino Bernardo Maria Cazzaro Bertollo, arcivescovo cattolico italiano (n. 1924)
- 2017 - Nick Mantis, cestista statunitense (n. 1935)
- 2017 - Al West, cestista canadese (n. 1931)
- 2018 - Mark Baker, attore statunitense (n. 1946)
- 2018 - Zvonko Bego, calciatore jugoslavo (n. 1940)
- 2018 - Morlaye Camara, calciatore guineano (n. 1933)
- 2018 - Salvatore Cantalupo, attore italiano (n. 1959)
- 2018 - Jacques Favory, cestista francese (n. 1926)
- 2018 - Unshō Ishizuka, attore e doppiatore giapponese (n. 1951)
- 2018 - Jim Neidhart, wrestler statunitense (n. 1955)
- 2018 - Rico Pontvianne, cestista e allenatore di pallacanestro messicano (n. 1943)
- 2018 - Evgenija Rjabuškina, cestista sovietica (n. 1923)
- 2019 - Josette Arène, nuotatrice francese (n. 1924)
- 2019 - José Luis Brown, allenatore di calcio e calciatore argentino (n. 1956)
- 2019 - Vladimír Ptáček, cestista cecoslovacco (n. 1954)
- 2019 - John Alan Schwartz, regista cinematografico e sceneggiatore statunitense (n. 1952)
- 2019 - René Taelman, allenatore di calcio e giornalista belga (n. 1945)
- 2019 - Nadia Toffa, conduttrice televisiva e giornalista italiana (n. 1979)
- 2020 - Pavol Biroš, calciatore cecoslovacco (n. 1953)
- 2020 - Giancarlo Ferrando, direttore della fotografia italiano (n. 1939)
- 2020 - Steve Grossman, sassofonista statunitense (n. 1951)
- 2020 - Gulnazar Keldi, poeta e giornalista tagiko (n. 1945)
- 2020 - Elaine Roulet, religiosa statunitense (n. 1930)
- 2021 - Franck Berrier, calciatore francese (n. 1984)
- 2021 - Rudy De Cadaval, poeta e saggista italiano (n. 1933)
- 2021 - Enzo Facciolo, fumettista, disegnatore e grafico italiano (n. 1931)
- 2021 - Nanci Griffith, cantautrice e chitarrista statunitense (n. 1953)
- 2021 - Henryk Hoser, arcivescovo cattolico, missionario e medico polacco (n. 1942)
- 2021 - Vladimir Mendelssohn, compositore, violista e insegnante rumeno (n. 1949)
- 2021 - Michael Peckham, oncologo e artista britannico (n. 1935)
- 2021 - Carolyn Jean Spellmann Shoemaker, astronoma statunitense (n. 1929)
- 2021 - Gino Strada, medico, attivista e filantropo italiano (n. 1948)
- 2022 - Piero Angela, divulgatore scientifico, giornalista e conduttore televisivo italiano (n. 1928)
- 2022 - Rossana Di Lorenzo, attrice italiana (n. 1938)
- 2022 - Denise Dowse, attrice statunitense (n. 1958)
- 2022 - Antonino Orrù, vescovo cattolico italiano (n. 1928)
- 2022 - Dmitrij Vrubel', pittore russo (n. 1960)
- 2023 - Patricia Bredin, attrice e cantante britannica (n. 1935)
- 2023 - Alex Collins, giocatore di football americano statunitense (n. 1994)
- 2023 - Gilles Perrault, scrittore e giornalista francese (n. 1931)
- 2023 - José Murilo de Carvalho, storico e saggista brasiliano (n. 1939)
- 2024 - Riccardo Alderuccio, poeta italiano (n. 1925)
- 2024 - Sergio Donati, sceneggiatore e scrittore italiano (n. 1933)
- 2024 - Hettie Jones, scrittrice, poetessa e editrice statunitense (n. 1934)
- 2024 - Irina Pod"jalovskaja, mezzofondista sovietica (n. 1959)
- 2024 - Frank Selvy, cestista e allenatore di pallacanestro statunitense (n. 1932)
- 2024 - Herschell Turner, cestista statunitense (n. 1938)
- 2025 - Andrea Amatucci, giurista italiano (n. 1938)
- 2025 - Franco Cresci, calciatore italiano (n. 1945)
- 2025 - Sonallah Ibrahim, scrittore egiziano (n. 1937)
- 2025 - Tamás Pálffy, cestista ungherese (n. 1948)